# Stephen Synnott
Stephen P. Synnott (* 1946 im US-Bundesstaat New Jersey) ist ein US-amerikanischer Astronom, der am Voyager-Programm der NASA zur Erforschung des äußeren Sonnensystems mitarbeitete.

## Leben und Karriere
Nach einem Bachelorstudium der Luftfahrttechnik am Rensselaer Polytechnic Institute ging er 1968 an das Massachusetts Institute of Technology, wo er 1970 das Masterstudium abschloss und 1974 promovierte. Von 1975 an war er am Jet Propulsion Laboratory des California Institute of Technology tätig.
Synnott entdeckte mittels der Aufnahmen der Voyagersonden mehrere Monde innerhalb des Sonnensystems, darunter Metis, Larissa, Proteus, Cressida und Thebe.
Zu seinen Ehren wurde der Asteroid (6154) Stevesynnott benannt.